# ۱۰۷۲ (خورشیدی)
۱۰۷۲ هزار و هفتاد و دومین سال هجری خورشیدی است.